# Anerastiini
De Anerastiini zijn een geslachtengroep van vlinders in de familie snuitmotten (Pyralidae).

## Geslachten
- Anerastia
- Cipopeoria
- Ematheudes
- Emmalocera
- Epidauria
- Fregenia
- Goya
- Harnochina
- Homosassa
- Hosomeiga
- Hypsotropa
- Lodiana
- Metacommotria
- Monoctenocera
- Osakia
- Paraemmalocera
- Parematheudes
- Patna
- Peoria
- Polyocha
- Polyochodes
- Postemmalocera
- Raphimetopus
- Saluria
- Seleucia
- Toshitamia
- Valdovecaria
- Zapalla